# Kaplica Świętych Wiery, Nadziei, Luby i matki ich Zofii w Żerczycach
Kaplica pod wezwaniem Świętych Wiery, Nadziei, Luby i matki ich Zofii – prawosławna kaplica cmentarna w Żerczycach. Należy do parafii św. Dymitra w Żerczycach, w dekanacie Siemiatycze diecezji warszawsko-bielskiej Polskiego Autokefalicznego Kościoła Prawosławnego.

## Opis
Kaplicę wzniesiono w 1873; materiał budowlany pozyskano z rozebranej drewnianej świątyni parafialnej (na miejscu której zbudowano cerkiew murowaną). Konsekracja miała miejsce w 1929. W latach 1944–1951 obiekt pełnił funkcję świątyni parafialnej. 
Budowla drewniana, o konstrukcji zrębowej, orientowana, salowa, jednonawowa, zamknięta trójbocznie. Dach kaplicy blaszany, z dwiema wieżyczkami – wyższą, ośmioboczną, zwieńczoną baniastym hełmem (umiejscowioną bliżej frontu) oraz niższą, również z baniastym hełmem. Nad wejściem dwuspadowy daszek. Wewnątrz ikonostas, którego fragmenty pochodzą z 1837 (z poprzedniej cerkwi parafialnej). Chór muzyczny wsparty na dwóch słupach.
Świątynię gruntownie wyremontowano bezpośrednio po II wojnie światowej.
Uroczystość patronalna obchodzona jest 30 września (według starego stylu 17 września).
Otaczający świątynię cmentarz został założony w 1828.